# Elemento mononucleico

Elementos mononucleicos y monoisotópicos (19 elementos)
Los tres elementos mononucleicos radioactivos

Un elemento mononucleico es uno de los 22 elementos químicos que se encuentran naturalmente en la Tierra esencialmente como nucleidos individuales (que a su vez pueden ser estables o no). Estos nucleidos individuales tienen una masa atómica característica. Así, la abundancia isotópica natural de un elemento cualquiera está dominada por un isótopo estable o por un isótopo de vida media muy larga. Hay 19 elementos en la primera categoría (que son a la vez monoisotópicos y mononucleicos), y 3 (bismuto, torio y protactinio) en la segunda categoría (mononucleicos pero no monoisotópicos, porque no son nucleidos estables). La lista de los 22 elementos mononucleicos figura al final del artículo.
Sin embargo, de los 26 elementos monoisotópicos (que por definición sólo tienen un isótopo estable), siete (26 menos 19 = 7) no son considerados mononucleicos, debido a la presencia de una fracción significativa de algún radioisótopo en su distribución natural, que no siendo estable, todavía no ha agotado su vida media. Estos elementos son vanadio, rubidio, indio, lantano, europio, renio, y lutecio.

## Uso en metrología
Los elementos mononucleicos son de gran importancia científica porque sus pesos atómicos pueden ser medidos con gran exactitud, con una mínima incertidumbre asociada con la presencia de átomos isotópicos en una muestra dada. Otra manera de evidenciar esta propiedad es señalando que estos elementos tienen iguales su masa atómica relativa y su masa atómica.
En la práctica, sólo 11 de los elementos mononucleicos son utilizados en metrología de pesos atómicos estándar. Estos son:
- Aluminio, bismuto, cesio, cobalto, oro, manganeso, fósforo, escandio, sodio, terbio, y torio.[3]

## Contaminación por trazas de isótopos inestables
Es habitual encontrar trazas de concentraciones de isótopos inestables en las muestras naturales de algunos elementos mononucleicos. Por ejemplo, el berilio-10 (10Be), con una vida-media de 1.4 millones de años, es producido por los rayos cósmicos en la atmósfera superior de la Tierra; el yodo-129 (129I), con una vida-media de 15.7 millones de años, es producido por varios mecanismos cosmogénicos y nucleares; y el cesio-137 (137Cs), con una vida-media de 30 años, es generado por fisión nuclear. Estos isótopos se utilizan en una gran variedad de aplicaciones analíticas y forenses.
Casi todo el plutonio encontrado en la naturaleza es el mononucleido primordial 244Pu. Esto hace que el plutonio sea mononucleico por definición, pero en la práctica, se presenta con una considerable contaminación de isótopos de plutonio artificiales (como 239Pu) procedentes de los reactores y de las armas nucleares. Este hecho provoca que el plutonio no pueda ser utilizado en metrología, y en consecuencia, no es incluido normalmente en las listas de elementos mononucleicos.

## Lista completa de los 22 elementos mononucleicos
Datos de Pesos Atómicos y Composiciones Isotópicas ed. J. S. Coursey, D. J. Schwab Y R. Un. Dragoset, Instituto Nacional de Estándares y Tecnología (2005).

(NOTA: Los valores entre paréntesis situados después del último dígito significativo de la cifra a la que se atribuyen, presentan incertidumbres.)
| Elemento    | Nucleido | Z (p) | N (n) | Masa isotópica (u) |               |
| ----------- | -------- | ----- | ----- | ------------------ | ------------- |
| Berilio     | 9Be      | 4     | 5     | 9.012 182(3)       |               |
| Flúor       | 19F      | 9     | 10    | 18.998 403 2(5)    |               |
| Sodio       | 23Na     | 11    | 12    | 22.989 770(2)      |               |
| Aluminio    | 27Al     | 13    | 14    | 26.981 538(2)      |               |
| Fósforo     | 31P      | 15    | 16    | 30.973 761(2)      |               |
| Escandio    | 45Sc     | 21    | 24    | 44.955 910(8)      |               |
| Manganeso   | 55Mn     | 25    | 30    | 54.938 049(9)      |               |
| Cobalto     | 59Co     | 27    | 32    | 58.933 200(9)      |               |
| Arsénico    | 75As     | 33    | 42    | 74.921 60(2)       |               |
| Itrio       | 89Y      | 39    | 50    | 88.905 85(2)       |               |
| Niobio      | 93Nb     | 41    | 52    | 92.906 38(2)       |               |
| Rodio       | 103Rh    | 45    | 58    | 102.905 50(2)      |               |
| Yodo        | 127I     | 53    | 74    | 126.904 47(3)      |               |
| Cesio       | 133Cs    | 55    | 78    | 132.905 45(2)      |               |
| Praseodimio | 141Pr    | 59    | 82    | 140.907 65(2)      |               |
| Terbio      | 159Tb    | 65    | 94    | 158.925 34(2)      |               |
| Holmio      | 165Ho    | 67    | 98    | 164.930 32(2)      |               |
| Tulio       | 169Tm    | 69    | 100   | 168.934 21(2)      |               |
| Oro         | 197Au    | 79    | 118   | 196.966 55(2)      |               |
| Bismuto     | 209Bi    | 83    | 126   | 208.980 38(2)      | (Radioactivo) |
| Torio       | 232Th    | 90    | 142   | 232.038 1(1)       | (Radioactivo) |
| Protactinio | 231Pa    | 91    | 140   | 231.035 88(2)      | (Radioactivo) |